# Суђаје
Суђаје, суђенице или рођенице су натприродна женска бића из старе словенске вере која одређују судбину новорођеног детета. Ова божанства судбине познају скоро сви Словени, премда под мало другачијим именима.
Три су суђаје и оне судбину одређују најчешће треће ноћи по рођењу детета. Верује се да се треће вече по рођењу код новорођенчета окупе виле суђенице и тада му одређују судбину за цео живот. Што суђенице тада реше, верује се да ће тако и бити и да од тога нико не може побећи или се спасти. Суђенице одређују не само колико ће времена дете живети, већ и каквом ће смрћу умрети.
Обичај је да се суђенице дочекају са уредном и чистом кућом. Мајка и дете се такође то вече обавезно обуку у чисто. Поред детета се стави погача, вино, босиљак и новчић да би се суђенице послужиле после напорног пута.
Словенске суђенице донекле имају паралелу у грчким мојрама. Оба ова веровања воде заједничко порекло а присутно је и код древних индо-аријских митова који говоре о три жене које седе испод дрвета у средишту света и испредају судбине људи. Код Словенских народа те жене нису имале засебна имена, већ једно заједничко.

## Етимологија
Код Срба у форми судница, суђеница, усуде, суђаје али и ориснице, код Хрвата rojenica, rođenica, suđenica; код Словенаца sujenica, sojenica; код Бугара а делом и код Срба у источној Србији ориснице; код Чеха sudička, rodička; код Лужичких Срба sudžička, wosudnica; код Руса роженица, уделвница, наречница. Сам термин „наречница“ долази од глагола наричем, опредељујем, док српски и бугарски израз „орисници“ од грч. orizw наређујем, опредељујем". Назив рођеница долази од глагола родити, а суђеница од судити.

## Словенска веровања

### Српска веровања
У српским народним веровањима, суђенице су божанске жене које новорођеном детету одређују судбину. Судбину одређују најчешће треће ноћи по рођењу детета, а забележено је у неким српским крајевима да то може бити и седме, али и десете ноћи по рођењу детета. Судбину детета предлаже прва суђеница која је и најстарија и веома ружна и зла — она жели дететову смрт; средња — или друга по реду, такође је зла, али она тражи да дете буде са телесним недостацима; трећа и најмлађа, уједно и најлепша и најплеменитија, предсказује детету дуг живот и срећу у браку. Обично се прихвати средње решење. Према другом веровању суђенице се замишљају као младе и лепе жене, обучене у беле хаљине, па се због тога често упоређују са вилама.
Код Срба се оне спомињу највише у Поморављу, источним и јужним крајевима Србије и у Банату, док се у западним крајевима оне доста мање спомињу, већ је заступљеније веровање у Усуда, мушког лика који има исту функцију као Суђаје. У неким крајевима их представљају као три лепе девојке у хаљинама које су у суштини виле, док их негде представљају као три ружне старице.
Све у свему, суђенице одређују не само колико ће времена дете живети, већ и каквом ће смрћу умрети. Када се очекивао долазак суђеница у кући је морало бити све уредно. Дете у чистим пеленама, око њега су постављени, унапред спремљени погача, вино, босиљак, као и златни или сребрни метални новац. Све то представља својеврсну жртву, дар који се чини суђеницама, а за узврат, као уздарје од њих се очекује: благост у прорицању судбине.
Код Срба постоји обичај да се, док је мало дете у кући, не сме давати ватра из куће, а посебно не у вечерњим сатима. Алекса Васиљевић је у Сврљигу забележио следећи обичај: „Не ваља ништа давати из куће после сунчева захода ако у кући има мало дете, да не би плакало, и да му се какво зло не догоди. Ако се, пак, мора дати, н. и. ватра, онда укућанин очакне угљен на прагу, и изнесе те му да преко прага, да не може зло у кућу ући“. Код Вука је забележена пословица: „Није трећу ноћ, дочуван“.

### Бугарска веровања
У бугарској народној представи ориснице се замишљају као три сестре, девојке или жене, у узрасту око 30–35 година, а најмлађа има око 20 година. Оне на себи имају беле хаљине. На трпези испод димњака, која је намењена орисницама најчешће се налазе мед и слаткиши, при чему, ове треће вечери мора да се обрати нарочита пажња да дете буде обучено, никако голо; њему се навуче очева кошуља, а врат и део испод мишица намажу се машћу и катраном; на огњишту, као и код Срба, треба да гори ватра. Верује се да мајка детета треба те ноћи да је будна, јер је она једино у стању да чује глас судбине орисница.

### Руска веровања
Тако су исто мислили и стари Руси о својим најглавнијим божанствима: Роду и Рожаницама. Једном речи, оно што суђаје досуде те ноћи остаје трајни аманет. Постоји изрека: „Тако му је суђено“. Или, уколико у кући није све спремно за долазак суђеница, а посебно уколико нису сви укућани будни, тада ће судбина детета кренути лошим путем.
Веровање у рођенице бележи и један црквенословенски руски спис из XII века познат под именом Кирикова питања:
„Да ли се Рођењу и Рожаници даје хлеба, сира и меда?
- Зло за оне вели владика, који пију у здравље Рожаница."